# Михалис Папамадзарис
Михалис (Лакис) Папамадзарис (на гръцки: Μιχάλης, Λάκης Παπαμαντζάρης) е гръцки политик от средата на XX век.

## Биография
Роден е в 1913 година в западномакедонския град Костур (Кастория), Гърция. В 1951 година е избран за кмет на Костур. Папамадзарис е политик свързан с центъра, широко приет от костурчани и след това поради добрата си работа е преизбиран още три пъти, като остава на поста до идването на власт на военната хунта в 1967 година. Негово дело са големите дела в града през 50-те и 60-те години на ХХ век.
Умира в 1972 година.